# 林挺生
林挺生（1919年11月15日—2006年5月10日），臺灣臺北市人，大同公司創辦人林尚志之子，臺北帝國大學化學系學士，前大同公司董事長，前大同大學、台北市私立大同高級中學校長（全稱為“教授校長董事長”）、前臺北市議會議長、總統府資政，被譽為臺灣的「工業之父」 。

## 生平
林挺生小學就讀老松國小，初中就讀台北第二中學校（今成功中學），唸至四年級轉到台北高等學校（今台灣師範大學。1936年，第十二屆）；其時台北高等學校為第三任校長谷本清心（1930~1941）所主持，在校期間所閱讀的書籍舉凡各種小說、哲學名著、藝術名著等無所不包；馬克思的《資本論》、亞當斯密的《國富論》，都是必讀的讀物，內容涵蓋時空，當時有稱台北高等學校是進入帝國大學的預校，也提供集團進軍全球化的遠見與精神。
考上台北帝大唸化學系後（依制1942年三月才能畢業），因為日軍太平洋戰爭情勢危急遂提前於1941年12月台北帝大畢業。然而這所1940年創設的台北帝大工學部，到1944年才收兩名台籍學生，可見得當時要畢業於帝大的難能可貴。
二二八事件中，教育處副處長宋斐如被武裝份子強行押走。後宋妻向政府機關陳情，當時的臺灣全省警備司令部回覆「本部並無予以逮捕且通緝，事變禍首名單亦無該員姓名，而〇二〇三九號小汽車，經查為『臺北市中山路二〇九號商人林某用車』」，而「臺北市中山路二〇九號」乃「協志商號」地址。而國防部保密局的〈二二八事變叛逆名冊〉則提到林挺生「勾結日人堀內金城率流氓數十人圖劫台南化學工廠」。
1948年，在立法委員工礦南區當選立法委員，後自願退讓為候補委員。
台北高校共有十九屆畢業生，戰後兩屆共二十一屆，日後組成校友會。1992年會長為楊基銓，十月於台北圓山大飯店舉行七十週年校慶，日本人校友也來參加，因其熱衷校友聯誼習性，取名蕉葉會，總計四百人。高校人脈對於日治時代經營事業和興辦教育者影響深遠。許多為林挺生延攬為公司經理董事和學校教職。例如張漢裕，為本省籍聞人蔡培火的東床快婿，畢生鑽研英國產業革命史，曾在大同工學院兼課，並受資助赴英考察；高校同窗顏朝邦，基隆顏家後裔，其堂姐夫丁瑞鉠於1958年任全國工業總會外銷促進委員會時認識，自是受聘為大同協理、董事。丁瑞鉠夫人顏梅，顏國年長女，曾以義務性在工學院教授日文八年。1951年丁顏梅重回大同工學院重拾教鞭，丁瑞鉠則於台塑上班。
林挺生得父親的支持私立興學，延攬校友挹注教學，為公司集團培養各级工業化所需人才，各個忠誠勤儉，成為集團百年發展的基柱。。

## 大事年表
- 1919年11月15日生於臺北市，父林尚志，母楊芙蓉
- 1926年 入老松公學校
- 1932年 入臺北州立臺北第二中學校
- 1935年 入台灣總督府臺北高等學校
- 1939年 四月，入臺北帝國大學理農學部化學科
- 1941年 十二月，受太平洋戰爭影響，提前畢業
- 1942年 任「大同鐵工所」社長
- 1942年 創設「大同工業職業學校」，出任校長
- 1947年 涉入二二八事件。後擔任首屆立法委員南區工礦代表及中華民國全國工業總會常務理事
- 1948年 台灣省工業會理事長、台灣區機器工業同業公會常務理事長、台灣區電工器材工業同業公會理事長
- 1949年 大同公司開始經營家電及重電業
- 1956年 創設「大同工業專科學校」
- 1957年 中國青年反共救國團台北市團委會主任委員
- 1962年 出任中國化學會理事長
- 1963年 大同工業專科學校改制為「大同工學院」
- 1965年 中華民國全國工業總會理事長
- 1967年 中國工程師學會理事長、中國國民黨台北市黨部主任委員
- 1969年 台北市改制後第一屆市議員、議長
- 1973年 台北市第二屆市議員、議長
- 1977年 台北市第三屆市議員、議長
- 1991年 總統府資政
- 1981年 大同公司開始經營資訊業
- 1999年 大同工學院改名為「大同大學」
- 2006年 
  - 3月17日於大同公司董事會辭任董事長，結束64年的董事長職務，其子林蔚山接任董事長
  - 5月10日12時20分因腎衰竭，卒於台北市中山區自宅，享壽86歲

## 褒揚令
2006年6月8日，總統陳水扁明令褒揚已故大同集團總裁林挺生，全文如下：

　　前總統府資政、大同集團總裁、大同大學校長林挺生，質樸練遠，果毅行貞。早歲卒業臺灣大學化學系，爰投身家族事業，銳意革新，丕奠家電王國之磐石；識見屢標，裨成裕邦富民之懋業。首創企業興學，推動產學合作機制，涵濡術德兼備人才，志懷教化，蜚聲杏壇。曾當選臺北市議會議員並膺任議長，監督市政建設，促進府會和諧，廣邀嘉納，枌榆望重。嗣於臺灣區機器工業暨電工器材同業公會理事長、中華民國全國工業總會理事長任內，厚植工商經貿根基，落實產業技術升級，覃思擘畫，措置有方。晚歲奉聘總統府資政，正勤襄迪，迴旋廊廟。綜其生平，見證臺灣經濟發展，開啟人本工程教育，厚生敦業，楷範垂馨。遽聞溘逝，曷勝軫念，應予明令褒揚，用示政府崇禮宿賢之至意。

總　　　統　陳水扁　　　　

行政院院長　蘇貞昌　　　　

## 身後
2006年7月22日，大同集團於臺北市第一殯儀館景行廳為林挺生舉行公祭，總統陳水扁、行政院院長蘇貞昌、中國國民黨主席暨臺北市市長馬英九、榮譽主席連戰、新光集團董事長吳東進與吳東賢和吳東亮及吳東昇四兄弟、遠東集團董事長徐旭東、華南金控董事長林明成、台泥董事長辜成允、裕隆集團副董事長嚴凱泰、新寶集團董事長陳盛泉、台灣松下董事長洪敏弘等政商要人均前來致意，參加公祭的人數多達三千人左右。林挺生身故後，傳林蔚山家族因受風水師指點，認為於當年入土將不利於大房林陳秀鑾一脈，遂將林挺生的遺體暫厝於三芝鄉白沙灣的龍巖真龍殿生命紀念館逾一年才移靈回陽明山的家族墓安葬。

## 榮譽

### 中华民国勋章奖章
- 二等景星勋章（2000年4月12日批准[6]，同日于台北总统府颁授[7]）

## 家庭
- 父：林尚志
- 母：楊芙蓉
- 大房：林陳秀鑾
  - 長子：林蔚山／妻：林郭文艷
    - 長子：林建文（歿）
    - 次子：林建元

  - 次子：林蔚東／妻：林施瑤珍
    - 長子：林長慶
    - 次子：林和慶

  - 長女：林倫寬／夫：孫黔
  - 次女：林靜寬／夫：詹克己
  - 三女：林修寬（歿）／夫：陳錦恆
  - 四女：林達寬／夫：黃哲成

- 二房：劉金（歿）
  - 長子：林鎮華／妻：余玫靜
  - 次子：林鎮源（歿）／妻：溫靜如
  - 三子：林鎮弘／妻：李文意
  - 長女：林淑明
  - 次女：林淑貞／夫：劉德光

## 軼事
蔣中正於召見時任中國國民黨中央常務委員林挺生時，問及近來研究何物，林挺生本想回答他正在研究張載的“變化氣質”，但不知道怎麼回事，林挺生卻忘了怎麼成詞，竟說成“我正在研究變化氣”。蔣聽了也弄不清何為“變化氣”，以為是林挺生公司內部研究的新項目，因而連說：“好好，你好好研究‘變化氣’吧！”

## 外部連結
- 新浪雜誌 - 子孫奪權 林挺生過世不入土 （页面存档备份，存于）